# صموئيل هوارد فورد
صموئيل هوارد فورد (بالإنجليزية: Samuel Howard Ford)‏ هو سياسي أمريكي، ولد في 19 فبراير 1819 في لندن في المملكة المتحدة، وتوفي في 5 يوليو 1905.